# The Brazen Beauty
The Brazen Beauty è un film muto del 1918 diretto da Tod Browning. Prodotto dalla Bluebird Photoplays, aveva come interpreti Priscilla Dean, Thurston Hall, Gertrude Astor, Katherine Griffith, Leo White.
La sceneggiatura di William E. Wing si basa su The Magnificent Jacala, racconto di Louise Winter pubblicato su Parisienne Magazine il 4 maggio 1918.

## Trama
Dal Montana, dopo la morte del padre che l'ha lasciata erede della sua fortuna, la giovane e volitiva Jacala parte per New York. La ragazza, cresciuta nel ranch paterno e abituata alla vita rustica dell'ovest, aspira ora alle raffinatezze della grande città e a entrare in società. Dopo aver conosciuto Kenneth Hyde, si sente fortemente attratta da lui ma cerca di allontanarlo quando scopre che l'uomo ha una moglie che lui trascura. Per questo motivo, finge di essere già fidanzata con Tony Dewey. Quest'ultimo, però, cerca di mettere a frutto la situazione che si è venuta a creare, tentando di farsi sposare dalla ricca ereditiera. Jacala lo respinge e Tony, per vendicarsi, comincia a diffondere false voci su di lei.
Jacala viene a sapere che Kenneth non è mai stato sposato e che la donna che lei credeva sua moglie non è altri che sua sorella. Kenneth, da parte sua, non dà peso alle chiacchiere messe in giro sulla ragazza. I due si chiariscono e decidono di unire le loro vite, lasciando quella società superficiale e vuota che ha deluso così tanto le aspettative di Jacala.

## Produzione
Il film fu prodotto dalla Bluebird Photoplays (Universal Film Manufacturing Company) con il titolo di lavorazione The Magnificent Jacala. Venne usato anche il titolo alternativo, The Beautiful Jacala.

## Distribuzione
Il copyright del film, richiesto dalla Bluebird Photoplays, Inc., fu registrato il 31 agosto 1918 con il numero LP12804.

Distribuito negli Stati Uniti dall'Universal Film Manufacturing Company (con il nome Bluebird Photoplays), il film uscì nelle sale il 9 settembre 1918 con i titoli The Brazen Beauty o Brazen Beauty .
Non si conoscono copie ancora esistenti della pellicola che viene considerata presumibilmente perduta.